# بولنت إينال
بولنت إينال (بالتركية: Bülent İnal)‏ ممثل تركي من مدينة أورفة في تركيا واشتهر في مسلسل سنوات الضياع ومسلسل تتار رمضان حيث قام بدور «يحيى».وكذلك مسلسل السلطان عبدالحميد الثاني (عاصمة عبد الحميد) الذي قام بأداء دور السلطان عبد الحميد الثاني 

## عن حياته
ولد في بلدة أورفة في 19 مايو 1973 لأم ممرضة وأب يعمل في البريد وهو ثالث وأصغر ابن لهما وله أخ واخت أكبر منه، أكمل دراسته الابتدائية في إسطنبول ثم انتقلت العائلة إلى مدينة إزمير حيث توفي الأب بحادث سير سنة 1986 تاركا بولنت الصغير يتيما بعمر 13 سنة. أنهى دراسته الثانوية ودخل الجامعة لدراسة الأدب في جامعة إيجة كلية الأدب ولكنه ترك الدراسة بعد السنة الأولى لانه شعر بالملل منها. التحق بعدها بجامعة 9 أيلول كلية المسرح حيث أنهى دراسته بنجاح بعد 3 سنوات وانضم إلى إحدى الفرق الفنية المعروفة في إسطنبول Yucel Erten's group.
مر بظروف مادية صعبة في البداية وكانت عائلته تقوم بدعمه ماديا خلال هذه الفترة حيث أن عمله لم يكن كافيا لتكاليف معيشته وابتدأ الحظ يبتسم له عندما تعاقد مع المنتج التركي المعروف Tomris Giritlioglu حيث كانت شركته تنتج المسلسلات التلفزيونية ذات الشعبية في تركيا. عمل معه في عدة أعمال مثل ازاد وغيرها حتى طلبه Tomris Giritlioglu كبطل لمسلسل تحت أشجار الزيزفون أو سنوات الضياع بالنسخة العربية، الطريف في الأمر أن بولنت رفض الدور في البداية لانه دور صعب وبطولة مطلقه ولكن Tomris Giritlioglu طلب منه أن يقرأ النص جيدا وعلى مهل ثم يقرر. ومنذ الحلقات الأولى لهذا المسلسل الذي حصد شعبية هائلة فوق المتوقع صعد نجم بولنت ليكون من نجوم الصف الأول بتركيا بسبب تمثيله المتقن وموهبته الكبيرة التي ظهرت واضحة في تجسيده لشخصية يحيى أو يلماز في النسخة التركية وطغت شخصية البطل واسمه على اسم بولنت نفسه حيث يناديه المعجبين أينما ذهب باسم يلمز.
صوت بولنت أينال الهادئ ذو البحة العاطفيه أعطى بعدا عميقا لأشعار المسلسل وزاد من شعبيته هذا ما يقوله كاتب أشعار المسلسل الشاعر سردار أغوز في حين يثني أفراد فريق عمل المسلسل على بولنت لهدوئه الشديد وأدبه الجم وتواضعه وشخصيته الودودة مع الجميع وبالرغم من كونه بطل المسلسل لكنه لم يتكبر على أحد أو يزعج أحد أو يرفع صوته على أحد طوال مدة التصوير التي استمرت أكثر من سنتين وكان يساعد الجميع بقدر استطاعته. يمتاز بولنت بالهدوء الشديد وشخصيته التي تميل إلى الخصوصية والخجل. ارتبط بولنت أينال بعد ذلك بالفنانة بيرين سات وكان من المفترض أن يتم زواجه منها (صيف2008).ولكن قدره كان أن يتم حياته مع (ميلوس تويزوس)التي تزوجها سنة 2011. ما يميز بولنت أيضا هو ترعرعه في ثلاث مدن من أهم مدن تركيا أورفة وإسطنبول وإزمير وكل مدينة منه تمثل ثقافة مختلفة من ثقافات المجتمع التركي المتعددة. ساعدت هذه الميزة بولنت على التعرف على عدة ثقافات بشكل حميم وقريب

## أعماله

### الأفلام
| سنة الإنتاج | الاسم بالتركي               |
| ----------- | --------------------------- |
| 1999        | Kayıkçı                     |
| 2001        | Dar Alanda Kısa Paslaşmalar |
| 2001        | Hiçbiryerde                 |
| 2003        | Vizontele Tuuba             |
| 2004        | Bir Aşk Hikayesi            |
| 2005        | Aşk Yolu                    |
| 2005        | Cenneti Beklerken           |
| 2008        | Başka Semtin Çocukları      |

### في التلفزيون
| سنة الإنتاج | الاسم بالتركي           | الاسم بالعربي                 |
| ----------- | ----------------------- | ----------------------------- |
| 2000        | Dikkat Bebek Var        | ماذا تتوقع وأنت في انتظار طفل |
| 2001        | Cesur Kuşku             | شك الشجعان                    |
| 2001        | Karanlıkta Koşanlar     | العدائين في الظلام            |
| 2002        | Aşk ve Gurur            | كبرياء وتحامل                 |
| 2002        | Azad                    | آزاد                          |
| 2003        | Kurşun Yarası           | جرح الرصاصة                   |
| 2005-2007   | Ihlamurlar Altında      | سنوات الضياع                  |
| 2008        | Karayılan               | الحب والحرب                   |
| 2008        | Kalpsiz Adam            | رجل بلا قلب                   |
| 2009        | Bu Kalp Seni Unutur Mu? | هل هذا القلب ينساك؟           |
| 2010-2011   | Bitmeyen Şarkı          | الأغنية لا تنتهي              |
| 2011        | Bir Çocuk Sevdim        | احببت طفلة                    |
| 2013        | Tatar Ramazan           | تتار رمضان                    |
| 2014        | urfali ezelden          | اورفالي منذ الازل             |
| 2016        | Babam ve Ailesi         | أبي والعائلة                  |
| 2017        | Son Destan              | الملحمة الاخيرة               |
| 2017        | Payitaht Abdülhamid     | عاصمة عبد الحميد              |

## لقاء بولنت مع مجلة سيدتي
في عدد قديم لمجلة سيدتي في شهر أغسطس 2008 تم إجراء لقاء مع بولنت إينال وخطيبته بيرين ساتوكان ما يلي: في أحد مقاهي مدينة إسطنبول وتحديداً في «ميدان تقسيم» وهو الأشهر في المدينة، كان بولنت إينال يجلس منكبّاً على جهاز الكومبيوتر يقرأ من خلاله نص مسلسله الجديد الذي سيبدأ بتصويره خلال أيام. وما إن وصلت «سيدتي»، حتى أغلق الكومبيوتر وبادر مرحّباً باللغة التركية مستذكراً الأيام الجميلة التي أمضاها في دبي خلال زيارته إليها قبل نحو 3 أشهر للترويج لمسلسل «سنوات الضياع». المفاجأة الأولى كانت بشكل بولنت أو من نعرفه في الوطن العربي باسم يحيى، كما ورد في النسخة العربية من مسلسل «سنوات الضياع»، حيث حلق بولنت شاربيه وهو الذي تحدّث باعتداد شديد عنهما أثناء زيارته إلى دبي. أما المفاجأة الثانية، فكانت خضوعه لنظام حمية قاسٍ، فبينما قمنا نحن بطلب وجبة عشاء كاملة (وأقصد أنا ودانيال عبد الفتاح والمصوّر سافاش) اكتفى بولنت بطبق من حساء الخضراوات الساخن. وسألته بعد أن انتهى من تناول العشاء فيما كان دانيال عبد الفتاح المدير الإقليمي للـ mbc يقوم بالترجمة، لأن بولنت لا يتقن اللغة الإنجليزية.

## وصلات خارجية
- بولنت إينال على موقع IMDb (الإنجليزية)
- بولنت إينال على موقع قاعدة بيانات الأفلام العربية
- بولنت إينال على موقع ألو سيني (الفرنسية)
- بولنت إينال على موقع قاعدة بيانات الفيلم (الإنجليزية)
- بولنت إينال على موقع كينوبويسك (الروسية)